# Andrea Bartl
Andrea Bartl (* 1968 in Augsburg) ist eine deutsche Literaturwissenschaftlerin und Hochschullehrerin an der Otto-Friedrich-Universität Bamberg.

## Leben und Wirken
Bartl studierte ab 1987 Germanistik und Anglistik an der Universität Augsburg, wo sie 1992 auch ihren Abschluss machte. 1994 wurde sie dort mit der Schrift Geistige Atemräume. Auswirkungen des Exils auf Heinrich Manns „Empfang bei der Welt“, Franz Werfels „Stern der Ungeborenen“ und Hermann Hesses „Das Glasperlenspiel“ zur Dr. phil. promoviert. Anschließend arbeitete sie als Wissenschaftliche Assistentin am Lehrstuhl für Neuere deutsche Literaturwissenschaft der Universität Augsburg. 2003 habilitierte sie sich dort und war anschließend als Privatdozentin tätig. Von 2005 bis 2006 leitete sie das berufliche Weiterbildungszentrum der Volkshochschule Donauwörth. 2007 wurde Bartl von der Universität Bamberg auf den Lehrstuhl für Neuere deutsche Literaturwissenschaft berufen, den sie seitdem innehat. Seit 2009 ist sie dort Vorsitzende des Magisterprüfungsausschusses. Von 2010 bis 2015 und von 2019 bis 2021 war sie Prodekanin und Mitglied des Fakultätsrats der Fakultät Geistes- und Kulturwissenschaften und seit 2023 ist sie Vorsitzende des Senats der Universität.

## Forschungsschwerpunkte
Bartls Forschungsschwerpunkte liegen in der Literatur des 18. und 20. Jahrhunderts und dort insbesondere in der Aufklärung, im Fin de Siècle und in der Exilliteratur. Sie widmet sich aber auch der Gegenwartsliteratur und untersucht kulturgeschichtliche und kulturtheoretische Fragestellungen. Epochenübergreifend widmet sie sich Hybriden jeglicher Form, sei es in der Gattung – wie bei Tragikomödien oder Grotesken – oder in der Materialität – wie bei Bilderbüchern – oder in Vermischungen mit Film und Fernsehen. Neben ihrer Dissertations- und ihrer Habilitationsschrift liegen von ihr Monographien zu Markus Orths, Frank Wedekind, Heinrich von Kleist und der deutschsprachigen Komödie vor.